# Maršál

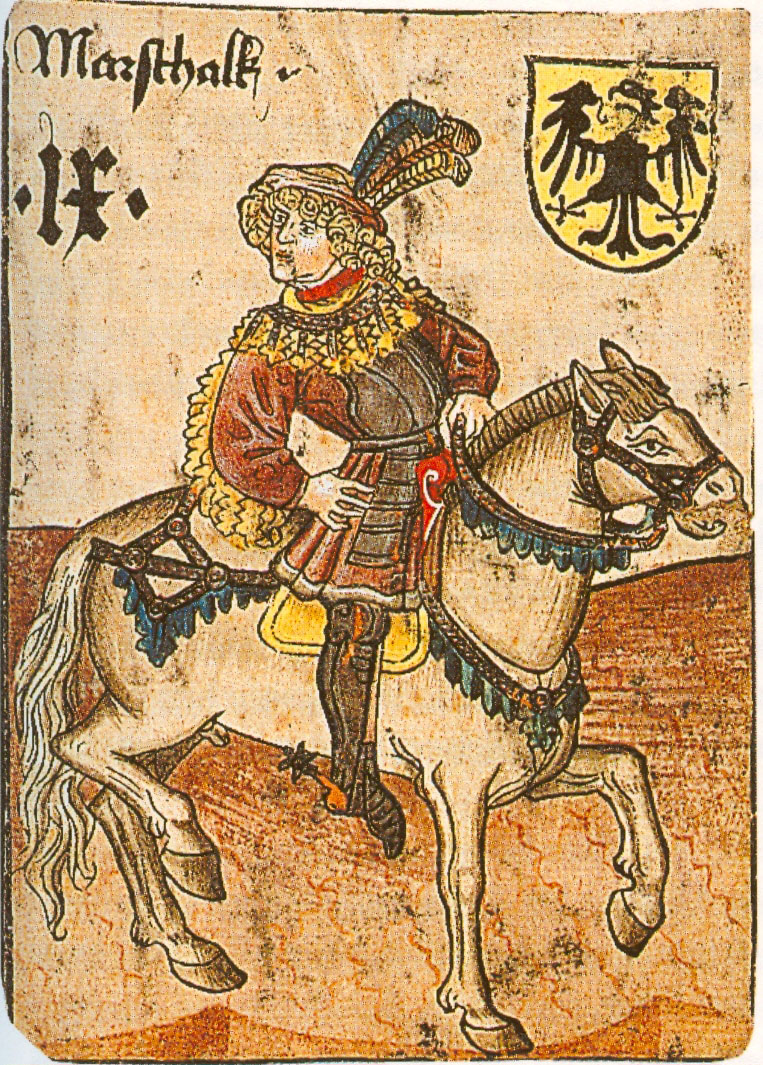
Karta Maršál z roku 1455

Maršál (v odvozené podobě i maršálek) je slovo používané v rámci oficiálních titulů v celé řadě organizací a společenských odvětví. Nejznámější je asi jeho použití v ozbrojených silách; v některých státech představuje (polní) maršál nejvyšší vojenskou hodnost, byť někdy pouze čestnou. Slovo pochází ze starohornoněmeckých slov marah (kůň) a scalch (služebník), které původně znamenalo vrchního štolbu (správce stájí). Vrchními štolby byli ve středověku jmenováni důvěryhodní členové dvora, přičemž reputace jejich titulu a úřadu stoupala.
Během posledních několika století se titul maršál začal používat na řadě postů a hodností. Lze je najít nejen v armádě, ale též v například v politice (např. maršálek Sejmu v Polsku), ve Spojených státech amerických u státní policie, naproti tomu u armády ne. S hodností maršála je možné v USA srovnávat hodnosti pětihvězdičkového a šestihvězdičkového generála. 

## Čeští maršálové
Současná česká armáda (AČR) žádnou maršálskou hodnost neužívá. Krátce tomu bylo po vzniku samostatného Československa, kdy byl dočasně převzat počeštělý hodnostní systém C. K. armády, generálské hodnosti polní maršál, generálplukovník, polní zbrojmistr, polní podmaršál a generálmajor. První tři hodnosti v nové Československé armádě nebyly nikdy uděleny, ale polních podmaršálů bylo celkem 6 a generálmajorů 14. Některými z nich byli i členové francouzské vojenské mise v Československu, např. její velitel Eugène Mittelhausser byl polním podmáršálem, jinak všechny je tvořili čeští vojáci, předtím sloužící a bojující na straně Rakouska-Uherska. 1. listopadu 1919 byl hodnostní systém změněn a výše uvedené hodnosti vystřídaly hodnosti Generála I. až V. hodnostní třídy.
Přestože hodnost polního maršála neobdržel žádný z důstojníků nově vzniklé Československé armády, do dějin vešlo několik Čechů, kteří tento titul získali.

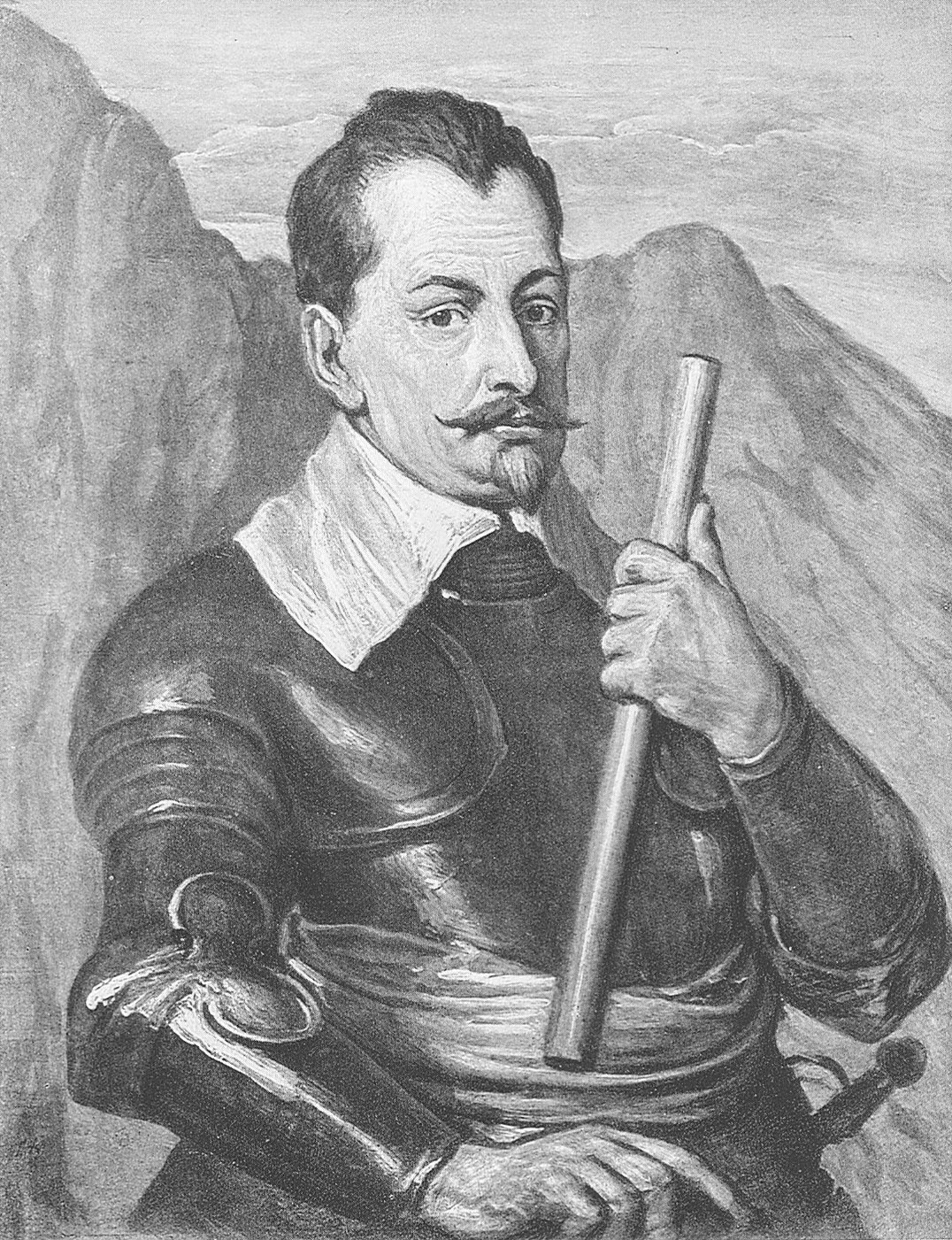
Albrecht z Valdštejna

V 17. století v době třicetileté války se vyznamenali celkem tři čeští polní maršálové. Během vzpoury českých stavů, která celou třicetiletou válku odstartovala, byl zvolen jako nejvyšší velitel a polní maršál stavovského vojska Linhart Colona z Felsu. Zemřel 13. dubna 1620 po prohrané bitvě s císařskou armádou Karla Bonaventury Buquoye u Sinzendorfu.
Na straně Habsburků stál v této době Albrecht Václav Eusebius z Valdštejna. Vedle Jana Tserclaese Tillyho byl polní maršál a nejvyšší velitel (generalissimus) císařských vojsk. Později ovšem upadl u panovníka v nemilost a byl úkladně zavražděn v Chebu.

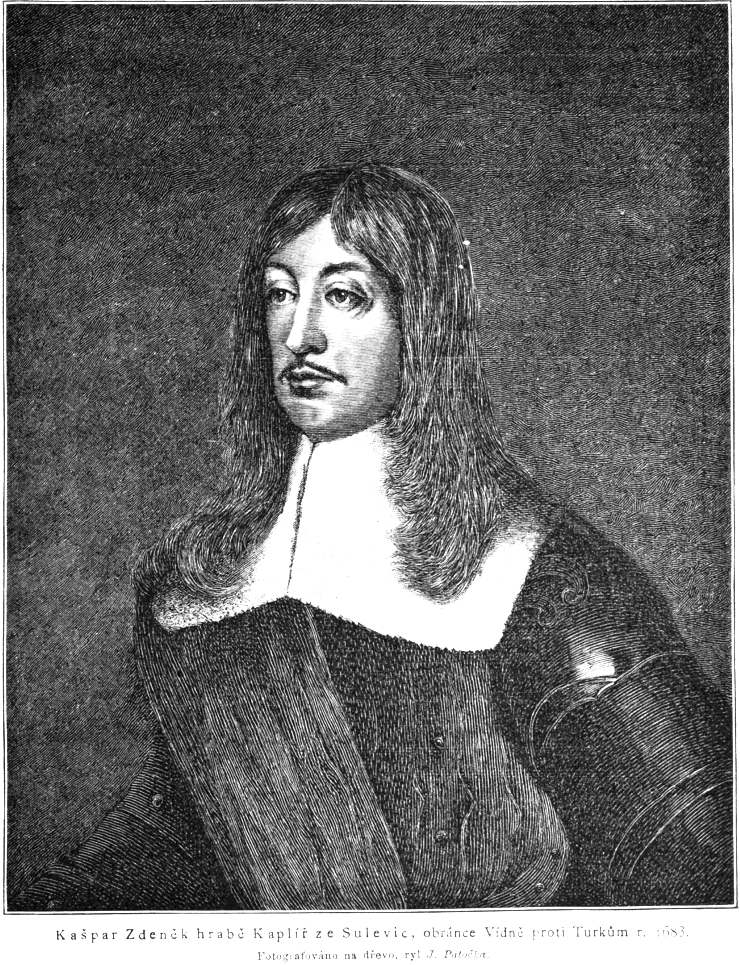
Zdeněk Kašpar Kaplíř ze Sulevic (1611–1686)

Významnou měrou k záchraně Evropy před osmanským nebezpečím přispěl český polní maršálek Zdeněk Kašpar Kaplíř ze Sulevic. Jeho děd byl Kašpar Kaplíř ze Sulevic – jeden z 27 českých pánů popravených na Staroměstském náměstí 21. června 1621. Stejně jako on byl Zdeněk Kašpar vyznáním původně evangelík a v mládí sloužil v exilu ve vojskách Sasů a Švédů, ale později konvertoval ke katolictví a přeběhl k Habsburkům. Největší proslulost mu přinesla brilantní obrana Vídně roku 1683 před vojsky sultána Mehmeda IV.

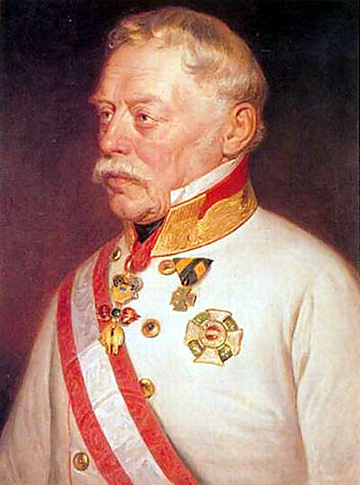
Maršálek Radecký z Radče

Jeden z nejlepších vojevůdců 19. století byl i Josef Václav Antonín František Karel Radecký z Radče, kterého český národní folklor ze své tradice téměř vyloučil. V době národního obrození, kdy se Češi snažili vymanit se zpod rakouské nadvlády, totiž získával Radecký pro Habsburky ty největší válečné úspěchy na italských bojištích během První italské války za nezávislost. Do dějin vešel i jeho citát na adresu obrozenců: „Já jsem také Čech, ale nikdo to nemusí vědět.“
Československý maršál Karel Janoušek si hodnost leteckého maršála vysloužil v exilu za druhé světové války. Byla mu udělena 17. listopadu 1945 britským králem Jiřím VI. za zásluhy při formování československých jednotek v RAF. V průběhu první světové války se vyznamenal i jako legionář na východní frontě. Přesto přese všechno ho nechal komunistický režim dlouho věznit. Plného zadostiučinění se mu dostalo až v roce 1989, kdy mu byla vrácena hodnost i vyznamenání. Roku 1991 mu byla posmrtně udělena i nejvyšší československá vojenská hodnost armádního generála.

## Polní maršál v německých zemích
Polní maršál (v němčině Generalfeldmarschall nebo Feldmarschall) byla nejvyšší vojenská hodnost Svaté říše římské od počátku 17. století až do začátku 19. století, stejně jako jejích následníků Rakouského císařství, Pruského království a Německého císařství (hodnost polního maršála pak existovala i v Třetí říši a NDR). Zejména v Prusku se udělování této hodnosti řídilo přísnými pravidly – mohl ji získat pouze polní velitel v době války za vítězství v rozhodující bitvě nebo za dobytí významné pevnosti či města. Hodnost zároveň svému nositeli garantovala celou řadu výjimečných privilegií, jako třeba automatické povýšení do šlechtického stavu, členství v kabinetu (na úrovni vládního ministra), právo přímého přístupu ke králi a císaři a nárok na čestnou stráž a eskortu.